# Colairac e Sent Circ
Colairac e Sent Circ (en francès Colayrac-Saint-Cirq) és un municipi francès situat al departament d'Òlt i Garona i a la regió de la Nova Aquitània.

## Demografia
| 1962                                       | 1968  | 1975  | 1982  | 1990  | 1999  | 2007 |
| ------------------------------------------ | ----- | ----- | ----- | ----- | ----- | ---- |
| 1.873                                      | 2.329 | 2.551 | 2.645 | 2.653 | 2.717 |      |
| Des de 1962: població sense dobles comptes |       |       |       |       |       |      |

## Administració
| Període | Identitat        | Partit |
| ------- | ---------------- | ------ |
| 1995-   | François Chalmel |        |

## Agermanaments
- San Fior